# Masters Tournament 1934
De Masters Tournament 1934 was de eerste editie van Masters Tournament. Het vond plaats op de Augusta National Golf Club in Augusta, Georgia en het werd gehouden van 22 tot 25 maart 1934.
Het was toen officieel gekend als de "Augusta National Invitation Tournament" en dat bleef zo tot de vijfde editie in 1938. De Amerikaan Horton Smith won de eerste editie en eindigde met een totaalscore van 284, 4 slagen onder par. De tweede plaats was voor Craig Wood die 285 slagen neerzette, een slag meer dan Smith. Het totale prijzengeld was $ 2.500 en de winnaar kreeg $ 1.500.

## Uitslag
Uitslag van de top 10:
| Nr. | Naam                  | Score           | Score | Prijzengeld ($) |
| --- | --------------------- | --------------- | ----- | --------------- |
| 1   | Horton Smith          | 70-72-70-72=284 | −4    | 1.500           |
| 2   | Craig Wood            | 71-74-69-71=285 | −3    | 800             |
| T3  | Billy Burke           | 72-71-70-73=286 | −2    | 550             |
| T3  | Paul Runyan           | 74-71-70-71=286 | −2    | 550             |
| 5   | Ed Dudley             | 74-69-71-74=288 | par   | 400             |
| 6   | Willie Macfarlane     | 74-73-70-74=291 | +3    | 300             |
| T7  | Al Espinosa           | 75-70-75-72=292 | +4    | 175             |
| T7  | Jimmy Hines           | 70-74-74-74=292 | +4    | 175             |
| T7  | Harold "Jug" McSpaden | 77-74-72-69=292 | +4    | 175             |
| T7  | Macdonald Smith       | 74-70-74-74=292 | +4    | 175             |